# Siri Ellen Sletner
Siri Ellen Sletner, född 17 september 1953, är en norsk diplomat.
Sletner, som innehar en cand. mag.-examen, har arbetat inom den norska utrikestjänsten sedan 1980. Hon var underdirektör i Utrikesdepartementet 1996–1997 samt avdelningsdirektör där 1997–2001, 2003–2008 och 2012–2014. Hon innehade posten som ambassadör i Budapest 2008–2014 och i Prag 2014–2018.